# Amitraz
Amitraz is een organische verbinding met als brutoformule C19H23N3. De stof bestaat uit kleurloze kristallen en wordt gebruikt als antiparasitair middel, insecticide, acaricide en sympathicomimeticum.
De stof ontleedt bij verbranding met vorming van giftige dampen, waaronder stikstofoxiden.